# Закон кохання
«Закон кохання» (порт. A Lei do Amor) — бразильський телесеріал 2016-2017 рр. у жанрі мелодрами, драми та створений компанією TV Globo. В головних ролях — Клаудія Абреу, Рейналду Джанеккіні, Віра Хольц, Жозе Маєр, Еліс Вегманн, Умберто Карран, Ізабелла Сантоні.
Перша серія вийшла в ефір 3 жовтня 2016 року.
Серіал має 1 сезон. Завершився 155-м епізодом, який вийшов у ефір 31 березня 2017 року.
Режисер серіалу — Наталія Грімберг.
Сценарист серіалу — Марія Аделаїда Амарал, Вінсент Вілларі.

## Сюжет
Здається, якщо долею заплановано зустріч двох людей, то вона обов'язково відбудеться. Незважаючи на всі забобони, нас один з одним зводить червона невидима нитка. Незважаючи на проблеми у відносинах між Ело та Педру, доля все одно наполягає на тому, що між цими героями мають скластися романтичні відносини.

## Актори та ролі

### Головний акторський склад
| Актор               | Роль                                         |
| ------------------- | -------------------------------------------- |
| Клаудія Абреу       | Хелоїза Мартінс (Ело)                        |
| Рейналду Джанеккіні | Педро Гуедес Лейтао                          |
| Віра Хольц          | Магнолія Коста Лейтао (Магі) / Марія Норонья |
| Жозе Маєр           | Себастьян Безерра (Тіао)                     |
| Еліс Вегманн        | Ізабела Діас / Марина Рамос де Алмейда       |
| Умберто Карран      | Тьяго Лейтао                                 |
| Ізабелла Сантоні    | Летісія Безерра Лейтао Мартінс               |
| Тьяго Ласерда       | Сіро Норонья                                 |
| Каміла Моргадо      | Віторія Коста Лейтао                         |
| Граці Массафера     | Лусіані Кардозу Лейтао                       |
| Тарчізіо Мейра      | Фаусто Лейтао                                |
| Б'янка Мюллер       | Ана Луїза Лейтао (Аналу)                     |
| Емануель Араужо     | Яра Гарсіа де Олівейра                       |
| Рікардо Тоцці       | Аугусто Таварес                              |
| Регіна Брага        | Сільвія Норонья                              |
| Тука Андрада        | Мізаель де Олівейра                          |
| Елоіза Періссе      | Мілейде Шавес да Роша                        |
| Клаудія Райя        | Салеті Мелоні                                |
| Даніель Роша        | Густаво Рібейро                              |
| Елоіза Жорже        | Лаура                                        |
| Отавіо Аугусто      | Сенатор Сезар Вентуріні                      |
| П'єрі Байтеллі      | Антоніо Феррарі Масіель                      |
| Данило Грангея      | Геркулес Коста Лейтао                        |
| Марія Флор          | Флавія Мелоні Тейшейра Безерра               |
| Марчелла Ріка       | Джессіка Мелоні                              |
| Армандо Бабайов     | Бруно Пессоа                                 |
| Бруна Хаму          | Каміла Коста Лейтао                          |
| Тітіна Медейрос     | Руті Ракель Шавес да Роша                    |
| Еріко Брас          | Жадер Азеведо                                |
| Андре Луїс Фрамбах  | Мізаель де Олівейра Жуніор (Жуніньо)         |
| Аріанне Ботельо     | Алін Гарсіа де Олівейра / Наташа             |
| Пауло Лесса         | Маркос дос Сантуш (Маркао)                   |
| Матеус Фагундес     | Едуардо Мартінш Безерра (Еду)                |
| Белла П'єро         | Шанайя                                       |
| Марсело Варзеа      | Делегат Сельсо                               |
| Міля Морейра        | Джоконда Моретто Феррарі (Жіжі)              |
| Ана Роза            | Зулейка Пессоа (Зуза)                        |
| Тато Габус Мендес   | Олаво Масіель                                |
| Арліндо Лопеш       | Самсон                                       |
| Прісцила Камарго    | Суелі Рібейро                                |
| Гуґо Резенде        | Джаїлсон (Фініньо)                           |
| Гіл Коелью          | Уеслі                                        |
| Біа Монтез          | Лейла де Олівейра                            |
| Маурісіо Мачадо     | Арліндо Націбі                               |
| Кармен Френцель     | Санта де Жесус                               |
| Сесар Мелло         | Отець Пауло                                  |

### Актори другого плану
| Актор              | Роль                               |
| ------------------ | ---------------------------------- |
| Ізабель Драммонд   | Хелоіса Мартінс (Ело) (молода)     |
| Шай Суеді          | Педро Гуедес Лейтао (молодий)      |
| Габріела Дуарте    | Сюзана Рівера (молода)             |
| Тьяго Мартінс      | Себастьян Безерра (Тіао) (молодий) |
| Маурісіо Дестрі    | Сіро Норонья (молодий)             |
| Софія Абраау       | Віторія Коста Лейтао (молода)      |
| Гуґо Бонемер       | Аугусто Таварес (молодий)          |
| Деніз Фрага        | Кандида Мартінс                    |
| Даніел Рібейру     | Жорже Мартінс                      |
| Б'янка Салгейро    | Кармен да Сільва Лейтао (молода)   |
| Жуан Вітор Сілва   | Геркулес Коста Лейтао (молодий)    |
| Реджіане Алвес     | Бет                                |
| Регіна Дуарте      | Сюзана Рівера                      |
| Ден Феррейра       | Жосе Карлос (Зеліто)               |
| Моніка Торрес      | Лія Масіель                        |
| Еріберто Леао      | Леонардо Массоло Спанзетті         |
| Тоні Рамос         | Сенатор Роберваль Мендес           |
| Марцій Мельхем     | Абсалам                            |
| Рафаель Прімот     | Паскоал Феррето                    |
| Сілбет Соріано     | Пупа Вентуріні                     |
| Глаусіо Гомеш      | Амаро                              |
| Анна Ріта Серкейра | Софія                              |
| Сузана Рібейро     | Сідалія Тейшейра                   |
| Жуліо Леві         | Претендер Руті Ракель              |
| Густаво Оттоні     | Адвокат Тіао                       |
| Дігі Дутра         | Логопед Фаусто                     |
| Фернанда Нобре     | Габі                               |
| Віра Хіменес       | Беатріс                            |
| Едвін Луїсі        | Марко Герра                        |
| Ілеа Феррас        | Донья Кенія Коррейя да Сілва       |
| Сімоне Маццер      | Зелія                              |

## Сезони
| Сезон | Епізоди | Епізоди | Оригінальний показ | Оригінальний показ | Оригінальний показ |
| Сезон | Епізоди | Епізоди | Перший показ       | Останній показ     | Мережа             |
| ----- | ------- | ------- | ------------------ | ------------------ | ------------------ |
| 1     | 155     | 155     | 3 жовтня 2016      | 31 березня 2017    | TV Globo           |

## Аудиторія
| Сезон | Розклад     | Епізоди | Перший ефір        | Перший ефір    | Останній ефір        | Останній ефір  | Середня кількість глядачів (бали) |
| Сезон | Розклад     | Епізоди | Дата               | Глядачі (бали) | Дата                 | Глядачі (бали) | Середня кількість глядачів (бали) |
| ----- | ----------- | ------- | ------------------ | -------------- | -------------------- | -------------- | --------------------------------- |
| 1     | Пн–Сб 21:15 | 155     | 3 жовтня 2016 року | 30             | 31 березня 2017 року | 37             | 27                                |

## Рейтинги серій

### Сезон 1 (2016)
| Тиждень                  | Дата                     | Дата                     | День тижня               | День тижня               | День тижня               | День тижня               | День тижня               | День тижня               | Середній рейтинг за тиждень (бали) |
| Тиждень                  | початку тижня            | закінчення тижня         | понеділок                | вівторок                 | середа                   | четвер                   | п'ятниця                 | субота                   | Середній рейтинг за тиждень (бали) |
| 01                       | 03/10                    | 08/10/2016               | 31                       | 29                       | 28                       | 26                       | 27                       | 25                       | 27.7                               |
| 02                       | 10/10                    | 15/10/2016               | 29                       | 26                       | 26                       | 28                       | 25                       | 24                       | 26.3                               |
| 03                       | 17/10                    | 22/10/2016               | 26                       | 26                       | 23                       | 27                       | 24                       | 23                       | 24.8                               |
| 04                       | 24/10                    | 29/10/2016               | 27                       | 27                       | 24                       | 27                       | 25                       | 22                       | 25.3                               |
| 05                       | 31/10                    | 05/11/2016               | 28                       | 25                       | 24                       | 27                       | 25                       | 23                       | 25.3                               |
| 06                       | 07/11                    | 12/11/2016               | 28                       | 27                       | 27                       | 24                       | 24                       | 23                       | 25.5                               |
| 07                       | 14/11                    | 19/11/2016               | 25                       | 27                       | 23                       | 25                       | 25                       | 24                       | 24.8                               |
| 08                       | 21/11                    | 26/11/2016               | 27                       | 26                       | 24                       | 27                       | 25                       | 24                       | 25.5                               |
| 09                       | 28/11                    | 03/12/2016               | 27                       | 30                       | 29                       | 30                       | 28                       | 24                       | 28.0                               |
| 10                       | 05/12                    | 10/12/2016               | 29                       | 28                       | 24                       | 27                       | 25                       | 23                       | 26.0                               |
| 11                       | 12/12                    | 17/12/2016               | 27                       | 24                       | 26                       | 26                       | 25                       | 22                       | 25.0                               |
| 12                       | 19/12                    | 24/12/2016               | 28                       | 24                       | 25                       | 24                       | 23                       | 15                       | 23.2                               |
| 13                       | 26/12                    | 31/12/2016               | 25                       | 25                       | 25                       | 23                       | 22                       | 16                       | 22.7                               |
| 14                       | 02/01                    | 07/01/2017               | 27                       | 27                       | 27                       | 27                       | 26                       | 23                       | 26.2                               |
| 15                       | 09/01                    | 14/01/2017               | 27                       | 27                       | 28                       | 30                       | 26                       | 24                       | 27.0                               |
| 16                       | 16/01                    | 21/01/2017               | 27                       | 29                       | 28                       | 30                       | 30                       | 26                       | 28.3                               |
| 17                       | 23/01                    | 28/01/2017               | 30                       | 31                       | 27                       | 31                       | 28                       | 25                       | 28.7                               |
| 18                       | 30/01                    | 04/02/2017               | 31                       | 30                       | 28                       | 30                       | 28                       | 25                       | 28.7                               |
| 19                       | 06/02                    | 11/02/2017               | 30                       | 30                       | 27                       | 29                       | 27                       | 27                       | 28.3                               |
| 20                       | 13/02                    | 18/02/2017               | 30                       | 30                       | 27                       | 30                       | 27                       | 23                       | 27.8                               |
| 21                       | 20/02                    | 25/02/2017               | 31                       | 31                       | 29                       | 30                       | 27                       | 26                       | 29.0                               |
| 22                       | 27/02                    | 04/03/2017               | 27                       | 28                       | 26                       | 32                       | 28                       | 25                       | 27.7                               |
| 23                       | 06/03                    | 11/03/2017               | 31                       | 30                       | 26                       | 31                       | 27                       | 28                       | 28.8                               |
| 24                       | 13/03                    | 18/03/2017               | 32                       | 32                       | 31                       | 33                       | 33                       | 32                       | 32.2                               |
| 25                       | 20/03                    | 25/03/2017               | 35                       | 35                       | 28                       | 33                       | 31                       | 28                       | 31.7                               |
| 26                       | 27/03                    | 01/04/2017               | 33                       | 33                       | 32                       | 36                       | 38                       | 27                       | 33.2                               |
| Середній рейтинг серіалу | Середній рейтинг серіалу | Середній рейтинг серіалу | Середній рейтинг серіалу | Середній рейтинг серіалу | Середній рейтинг серіалу | Середній рейтинг серіалу | Середній рейтинг серіалу | Середній рейтинг серіалу | 27.22                              |

## Нагороди та номінації
| Рік  | Нагорода                  | Категорія                      | Номінанти                              | Результат |
| ---- | ------------------------- | ------------------------------ | -------------------------------------- | --------- |
| 2016 | Prêmio Quem de Televisão  | Найкраща акторка               | Клаудія Абреу                          | Номінація |
| 2016 | Prêmio Quem de Televisão  | Найкраща акторка               | Віра Хольц                             | Номінація |
| 2016 | Prêmio Quem de Televisão  | Найкраща акторка другого плану | Граці Массафера                        | Перемога  |
| 2016 | Prêmio Quem de Televisão  | Найкращий актор другого плану  | Отавіо Аугусто                         | Номінація |
| 2016 | Prêmio Quem de Televisão  | Найкращий автор                | Марія Аделаїда Амарал, Вінсент Вілларі | Номінація |
| 2017 | Prêmio Extra de Televisão | Найкраща акторка               | Віра Хольц                             | Номінація |
| 2017 | Prêmio Extra de Televisão | Найкраща акторка другого плану | Граці Массафера                        | Номінація |
| 2017 | Prêmio Extra de Televisão | Найкращий молодий актор        | Данило Грангея                         | Номінація |
| 2017 | Prêmio Extra de Televisão | Найкраща музична тема          | «Maior», Дані Блек, Мілтон Насіменту   | Номінація |
| 2017 | Troféu Imprensa           | Найкраща акторка               | Граці Массафера                        | Номінація |
| 2017 | Troféu Internet           | Найкращий серіал               | Закон кохання                          | Номінація |
| 2017 | Troféu Internet           | Найкраща акторка               | Граці Массафера                        | Перемога  |